# 伯斯郡

伯斯郡地圖

伯斯郡（英語：Perthshire）是蘇格蘭歷史上的郡之一，位於蘇格蘭中部。在1890年至1930年期間，伯斯郡是實際存在的行政區劃。伯斯郡有「大郡」（big county）的別稱，是蘇格蘭面積第四大郡，且在地形上也變化多端。伯斯郡東部是佛那個也地帶，而南部則是蘇格蘭高地的山峰。現在伯斯郡分屬克拉克曼南郡、伯斯-金羅斯、史特靈。
56°30′N 4°00′W / 56.500°N 4.000°W